# جون نايت (ممثلة)
جون نايت (بالإنجليزية: June Knight)‏ هي ممثلة أمريكية، ولدت في 22 يناير 1913 بلوس أنجلوس في الولايات المتحدة، وتوفيت بنفس المكان في 16 يونيو 1987 بسبب سكتة.

## وصلات خارجية
- جون نايت على موقع IMDb (الإنجليزية)
- جون نايت على موقع قاعدة بيانات برودواي على الإنترنت (الإنجليزية)
- جون نايت على موقع قاعدة بيانات الفيلم (الإنجليزية)